# Eupithecia plumbaria
Eupithecia plumbaria är en fjärilsart som beskrevs av George Duryea Hulst 1900. Eupithecia plumbaria ingår i släktet Eupithecia och familjen mätare. Inga underarter finns listade i Catalogue of Life.